# Капенґ барако

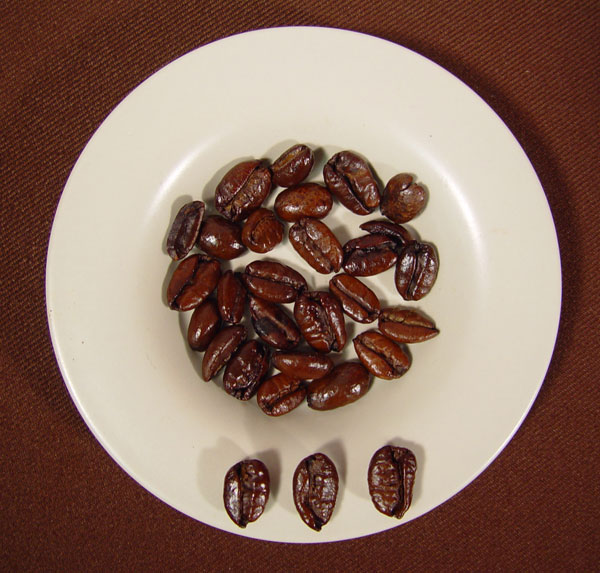
Зерна ліберіки з Міндоро (Філіппіни)

Капенґ барако (тагал. Kapeng barako), або капе барако (тагал. Kape Barako) — сорт кави, що росте на Філіппінах, у тому числі в провінціях Батанґас і Кавіте. Є представником виду ліберіка. Назва слугує також для загального визначення всієї кави, що постачається цими провінціями.

## Історія
Назва походить з тагальської мови, в перекладі з якої означає «дикий кабан»; пов'язана з кабаном, знайденим під час вживання ним у їжу листя та ягід.
Перше кавове дерево сорту барако було вирощене в Бразилії; у ХІХ столітті його транспортували до міста Пінаґтунґ-Улан провінції Батанґас, де воно було посаджене родиною Дона Макасета (англ. Don H. Macasaet). Барако має міцний смак і аромат, який відрізняється також значною стійкістю.
У 1880-х кавова індустрія на Філіппінах зазнала кризи через хворобу під назвою «кавова іржа», збудником якої є грибок Hemileia vastatrix, що вражає кавові дерева. Це значно погіршило умови конкуренції з кавовими плантаторами Південної Америки та В'єтнаму та змусило філіппінських кавових плантаторів перейти на інші сільськогосподарські культури. Таким чином, сорт капенґ барако опинився під загрозою зникнення.

## Приготування
Кава сорту капенґ барако готується за допомогою крапельної кавоварки, френч-пресу або просто методом заливання гарячої води та фільтрування за допомогою шматка тканини. Найкраще смакує з медом та коричневим цукром. Може використовуватися для приготування еспресо та напоїв на основі еспресо.

## Порівняння з іншими сортами кави
Барако не є розповсюдженим сортом кави, оскільки сьогодні він займає менше 1% промислового вирощування та збору кави — не дивлячись на масове вирощування його в Південно-Східній Азії, особливо на Філіппінах. Барако вирощується також у Малайзії, хоча ця країна не експортує його у великій кількості, оскільки переважна більшість виробників — дрібні фермери, які продають свою продукцію туристам з рук. Сорт барако має найкрупніші листя та плоди серед усіх інших сортів кави.
За формою кавові боби несиметричні, що є унікальним серед інших промислових видів (арабіки, робусти й ліберіки). Одна сторона їх нижча за іншу, через що «точка» або крюк зміщується вниз. Борозна посередині кавового зерна, як правило, зазубрена, а не пряма, як у інших кавових сортів. Дерева починають плодоносити тоді, коли досягають 30 см заввишки, врожай зазвичай збирають за допомогою драбини. Смакові якості барако оцінюються вище, ніж робусти, переважна більшість філіппінських споживачів кави надають перевагу барако навіть у порівнянні з арабікою. Суміші барако з арабікою та ексцельзою (різновид ліберики) є популярними та дають більш широкий діапазон ароматів.

## Інше застосування
Крім вживання як напою, барако застосовується також як скраб у спа процедурах.
Мешканці Батанґасу додають капенґ барако до страв з рису та вживають його як альтернативу супу. Також зазвичай є складовою частиною страви тапа або сухої чи смаженої їжі.

## Бренди
- Mrs. Owl Coffee Kapeng Barako
- Kick-Start Coffee Philippine Barako
- Silcafe Farmer's Brew
- KKK Coffee
- Gourmet's Barako Batangas
- Batangas Brew
- Cafe de Lipa
- Kapeng Barako
- Figaro
- Kape Amadeo
- Siete Barako
- Taza Mia Coffee